# Lophostropheus
Genre
Genre
Lophostropheus est un genre fossile de dinosaures carnivores dont les restes fossiles se trouvent dans des couches allant du Trias supérieur au Jurassique inférieur, en Basse-Normandie (France). On n'en connaît qu'une seule espèce, Lophostropheus airelensis.

## Description
Long en moyenne de 3,5 mètres, c'était un prédateur rapide, adapté à la course, chassant probablement des troupeaux de dinosaures plus petits. Des traces aujourd'hui visibles découvertes par Paul Ellenberger à Sanary (Var, France) ont été rapprochées de ce cœlophysoïde. Long et assez bas, son crâne était muni de dents aiguës et d'une crête ornementale réduite (lophos signifie « crête » en grec). Ses fragments fossiles, initialement décrits sous les noms de Halticosaurus sp. ou Liliensternus airelensis, ont été rapportés tantôt à la lignée des cœlophysoïdes (des théropodes basaux), tantôt à celle des dilophosaures.